# Југославија на Зимским олимпијским играма 1936.
Југославија (Краљевина Срба, Хрвата и Словенаца) је пропустила игре одржане 1932. године и трећи пут учествовала на Зимским олимпијским играма одржаним 1936. године у Гармиш-Партенкирхену у нацистичкој Немачкој.
Југославија је на ове игре послала укупно седамнаест такмичара који су се такмичили у нордијском и алпском скијању. Као и на две претходне олимпијаде, југословенски спортисти нису освојили ниједну медаљу. Најбољи пласман остварио је Франц Смолеј заузевши 10. место у трци на 50 км.

## Алпско скијање
Мушки
| Спортиста    | Спорт       | Спуст  | Спуст | Слалом  | Слалом  | Слалом | Укупно | Укупно |
| Спортиста    | Спорт       | Време  | Поз.  | Време 1 | Време 2 | Поз.   | Укупно | Поз.   |
| ------------ | ----------- | ------ | ----- | ------- | ------- | ------ | ------ | ------ |
| Хуберт Хајм  | Комбинација | НЗ     | -     | -       | -       | -      | Нз     | -      |
| Емил Жнидар  | Комбинација | 8:02.2 | 50    | 1:50.7  | 1:58.1  | 31     | 61.84  | 33     |
| Франци Чоп   | Комбинација | 6:13.6 | 31    | 1:38.5  | 1:37.4  | 22     | 75.88  | 25     |
| Цирил Прачек | Комбинација | 5:39.4 | 16    | 1:34.4  | 1:32.6  | 17     | 81.54  | 15     |

## Скијашко трчање
Мушки
| Догађај | Скијаш         | Трка    | Трка |
| Догађај | Скијаш         | Време   | Поз. |
| ------- | -------------- | ------- | ---- |
| 18 km   | Леон Кнап      | 1'28:31 | 44   |
| 18 km   | Август Јакопич | 1'26:48 | 38   |
| 18 km   | Франц Смолеј   | 1'24:03 | 25   |
| 18 km   | Алојз Кланчник | 1'23:18 | 23   |
| 50 km   | Ладо Сенчар    | 4'20:20 | 31   |
| 50 km   | Леон Кнап      | 3'59:17 | 21   |
| 50 km   | Ловро Жемва    | 3'59:13 | 20   |
| 50 km   | Франц Смолеј   | 3'47:40 | 10   |

Скијашко трчање, мушки штафета 4 x 10km
| Спортиста                                            | Трка    | Трка |
| Спортиста                                            | Време   | Поз. |
| ---------------------------------------------------- | ------- | ---- |
| Леон Кнап Август Јакопич Алојз Кланчник Франц Смолеј | 3'04:38 | 10   |

## Нордијска комбинација
Спортске дисциплине:
- 18 km крос-кантри скијање
- Скијашки скокови

Резултати са крос-кантрија су били преузети за ову дисциплину а скијашки скокови су поново извођени.
| Спортиста     | Дог.        | Крос-кантри | Крос-кантри | Крос-кантри | Скијашки скокови | Скијашки скокови | Скијашки скокови | Скијашки скокови | Укупно | Укупно |
| Спортиста     | Дог.        | Време       | Поена       | Поз.        | Дистанца 1       | Дистанца 2       | Укупно поена     | Поз.             | Поена  | Поз.   |
| ------------- | ----------- | ----------- | ----------- | ----------- | ---------------- | ---------------- | ---------------- | ---------------- | ------ | ------ |
| Радо Истенич  | Појединачно | НЗ          | -           | -           | -                | -                | -                | -                | НЗ     | -      |
| Леон Беблер   | Појединачно | 1'34:25     | 139.2       | 43          | 41.0             | 42.0             | 177.5            | 32               | 316.7  | 38     |
| Албин Јакопич | Појединачно | 1'30:02     | 160.8       | 32          | 37.5             | 42.0             | 166.9            | 39               | 327.7  | 36     |
| Тоне Дечман   | Појединачно | 1'29:44     | 162.3       | 30          | 41.0             | 42.5             | 169.1            | 38               | 331.4  | 34     |

## Скијашки скокови
| Спортиста      | Дисц. | Скок 1    | Скок 1 | Скок 1 | Скок 2    | Скок 2 | Скок 2 | Укупно | Укупно |
| Спортиста      | Дисц. | Раздаљина | Поени  | Поз.   | Раздаљина | Поени  | Поз.   | Поени  | Поз.   |
| -------------- | ----- | --------- | ------ | ------ | --------- | ------ | ------ | ------ | ------ |
| Албин Јакопич  | 120м  | 52.0      | 78.0   | 45     | 53.0      | 78.1   | 44     | 156.1  | 44     |
| Албин Новшак   | 120м  | 54.0      | 86.0   | 43     | 58.5      | 88.0   | 41     | 174.0  | 41     |
| Франц Прибошек | 120м  | 59.0      | 87.8   | 39     | 55.0      | 88.1   | 40     | 175.9  | 39     |
| Франц Палме    | 120м  | 61.0      | 87.8   | 39     | 55.0      | 81.1   | 43     | 168.9  | 43     |